# Salvaterra do Extremo

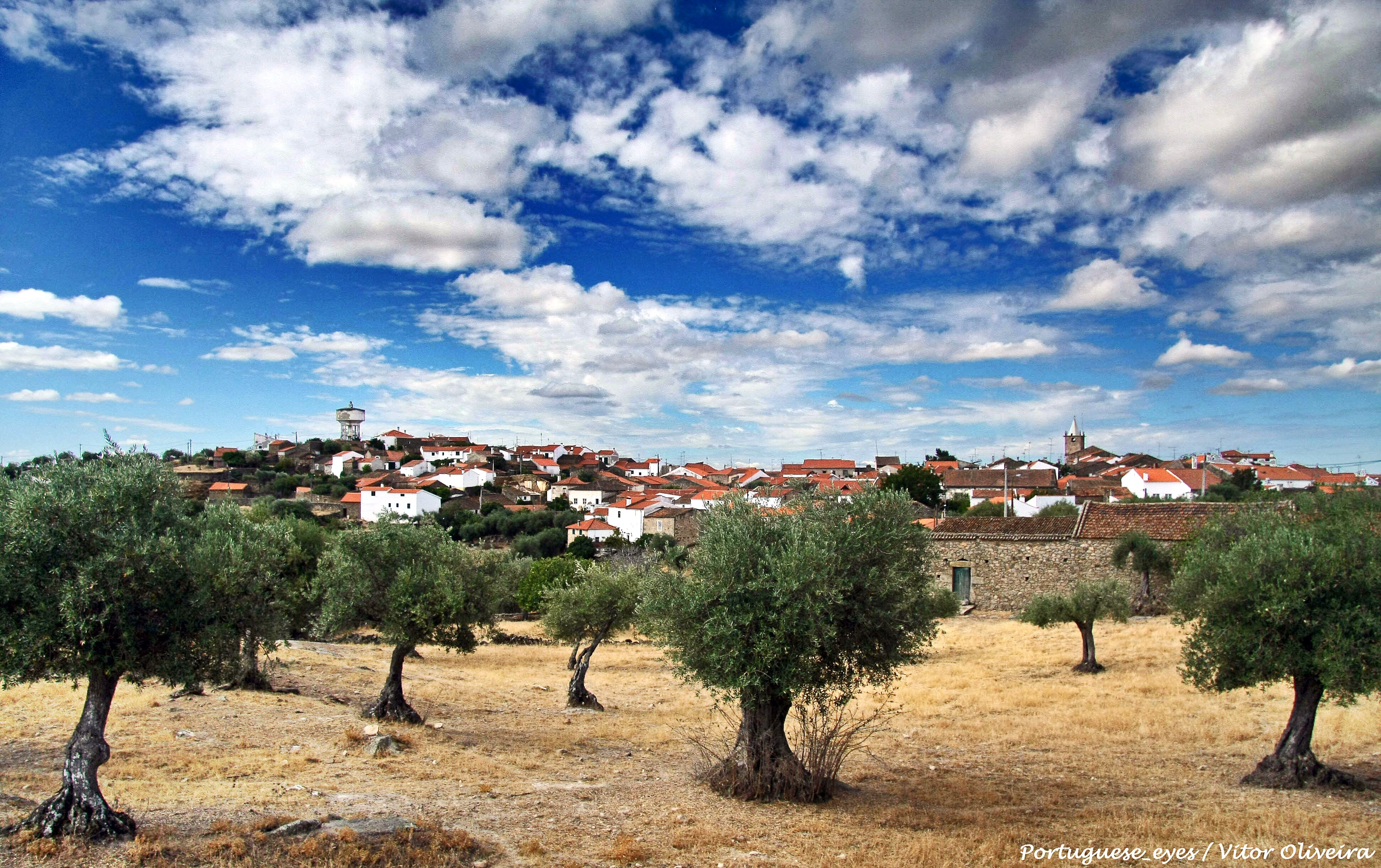
Salvaterra do Extremo – Ortsansicht

Salvaterra do Extremo ist ein Ort und eine ehemalige Gemeinde (freguesia) mit ca. 150 Einwohnern im portugiesischen Kreis (concelho) von Idanha-a-Nova nahe der Grenze zu Spanien. Mit der Gebietsreform in Portugal 2013 wurde Salvaterra do Extremo mit Monfortinho zur neuen Gemeinde União das Freguesias de Monfortinho e Salvaterra do Extremo zusammengelegt. Sitz der neuen Gemeinde wurde Monfortinho.

## Bevölkerungsentwicklung
| Jahr      | 1864 | 1900 | 1950 | 2001 | 2011 |
| Einwohner | 1187 | 1826 | 2853 | 203  | 170  |

Der deutliche Bevölkerungsrückgang seit den 1950er Jahren ist im Wesentlichen auf die Abwanderung von Familien infolge der Mechanisierung der Landwirtschaft sowie der Aufgabe bäuerlicher Kleinbetriebe („Höfesterben“) und den damit einhergehenden Verlust von Arbeitsplätzen auf dem Lande zurückzuführen.

## Wirtschaft
Die Landwirtschaft spielt immer noch eine wesentliche Rolle für das (Über-)Leben des Ortes. In der zweiten Hälfte des 20. Jahrhunderts ist der innerportugiesische Tourismus in Form der Vermietung von Ferienwohnungen als Einnahmequelle hinzugekommen.